# Isaac Chilemba
Isaac Chilemba (* 17. Mai, 1987 in Blantyre, Malawi, als Miguel Isaac Chilemba Zuze) ist ein malawischer Boxer im Cruisergewicht. Sein ehemaliger Trainer ist Dan Birmingham, der sowohl im Jahre 2004 als auch im Jahre 2005 von der Boxing Writers Association of America (BWAA) mit dem Eddie Futch Award zum „Trainer des Jahres“ gewählt und im Jahre 2010 in die Florida Boxing Hall of Fame aufgenommen wurde. 
Sein aktueller Trainer ist Buddy McGirt. Gemanagt wird er von Damian Ramirez.

## Profikarriere
Chilemba debütierte am 19. Oktober des Jahres 2005 im südafrikanischen Secunda erfolgreich mit einem technischen K.-o.-Sieg in Runde 2 gegen Thamsanqa Tindleni.
Im Jahre 2013 absolvierte Chilemba unter anderem zwei Kämpfe gegen Tony Bellew. Beide fanden im Vereinigten Königreich statt. Der erste ging unentschieden aus, den zweiten verlor Chilemba durch einstimmigen Beschluss. In beiden Fights ging es um den Silbertitel des WBC.
Im März 2015 bezwang der Normalausleger den bis dahin noch ungeschlagenen Russen Vasily Lepikhin und errang dadurch den vakanten nordamerikanischen Meistergürtel. Ende November desselben Jahres boxte er gegen den ungeschlagenen Eleider Álvarez zum zweiten Mal um den WBC-Silbertitel und musste sich durch Mehrheitsentscheidung geschlagen geben.